# La Ceja (Albacete)
La ceja es un accidente geográfico localizado en el noreste de la provincia de Albacete (España) en su límite con las provincias de Cuenca y Valencia. 
En esta zona el río Cabriel separa las dos primeras provincias de la tercera, causando una ligera depresión en su margen izquierdo, de unos 8 km de ancha, que comienza en el límite con la provincia de Cuenca, y discurre paralela al río a lo largo de todo el término municipal de Villamalea. 
La depresión se ve cerrada en su flanco derecho (siempre en el sentido de descenso de las aguas del Cabriel) por un desnivel radical de unas decenas de metros denominado La Ceja, la cual mantiene su desnivel más o menos constante a lo largo de más de 10 km.
- Datos: Q6466029